# 安远县
安远县在中国江西省南部、贡水支流濂江流贯，是赣州市所辖的一个县、地處長江水系贛江上游和珠江水系東江源發源地，縣人民政府駐欣山鎮中山街1號。

## 历史沿革
安远县始建于南朝梁。大同十年（公元 544 年）析雩都县置安远县，因境内「安远水」（今濂江）得名。
隋开皇年间并入雩都县，属虔州（大业三（607）年改称南康郡，唐又改虔州）管辖。
唐贞元四（788）年，划雩都县南部三乡及信丰县一里重建安远县。
唐天佑十（910）年，十国之吴合并虔州及韶州称百胜军，县属百胜军。南唐升元元（937）年改百胜军为昭信军。
宋开宝八（975）年，改昭信军为军州；太平兴国元（976）年复名虔州。绍兴二十三（1153）年，改虔州为赣州。
元代实行行省制，改赣州为赣州路。至元十四年（1277），安远县并入会昌县。至大三年（1310）又析会昌县置安远县。
明洪武二年（1369）改赣州路为赣州府。
中华民国元年（1912），北洋政府废除府制，安远县直属江西省；次年实行道制，县属赣南道；民国十五年（1926）废除道制，再次直属江西省管辖。
民国十九年（1930）年6月，中国共产党设立赣西南苏维埃政府赣南革命委员会，安远县归其管辖；11 月初，赣西南苏维埃政府赣南革命委员会改称江西省苏维埃政府赣南办事处。次年（1931）中华苏维埃共和国成立，县隶江西省。民国二十二年（1933）8月改隶粤赣省。
为应对第一次国共内战，南京国民政府自民国二十一年（1932）开始实行行政督察区制度。民国二十三年（1934），县隶江西省第九行政督察区；民国二十四年（1935）4月以后，改隶第四行政督察区。
1949年8月，中国人民解放军占领安远县。20日起，县隶赣州分区；11 月起隶属赣西南行政区；1951年起隶属赣州专区；1954年改赣州专区为赣南行政区；1964 年复名赣州专区；1971 年改为赣州地区；1999 年赣州撤地建市，安远县隶赣州市。

## 行政区划
安远县下辖8个镇、10个乡：
欣山镇、孔田镇、版石镇、天心镇、龙布镇、鹤子镇、三百山镇、车头镇、镇岗乡、凤山乡、新龙乡、蔡坊乡、重石乡、长沙乡、浮槎乡、双芫乡、塘村乡、高云山乡和九龙工业园。

## 地理

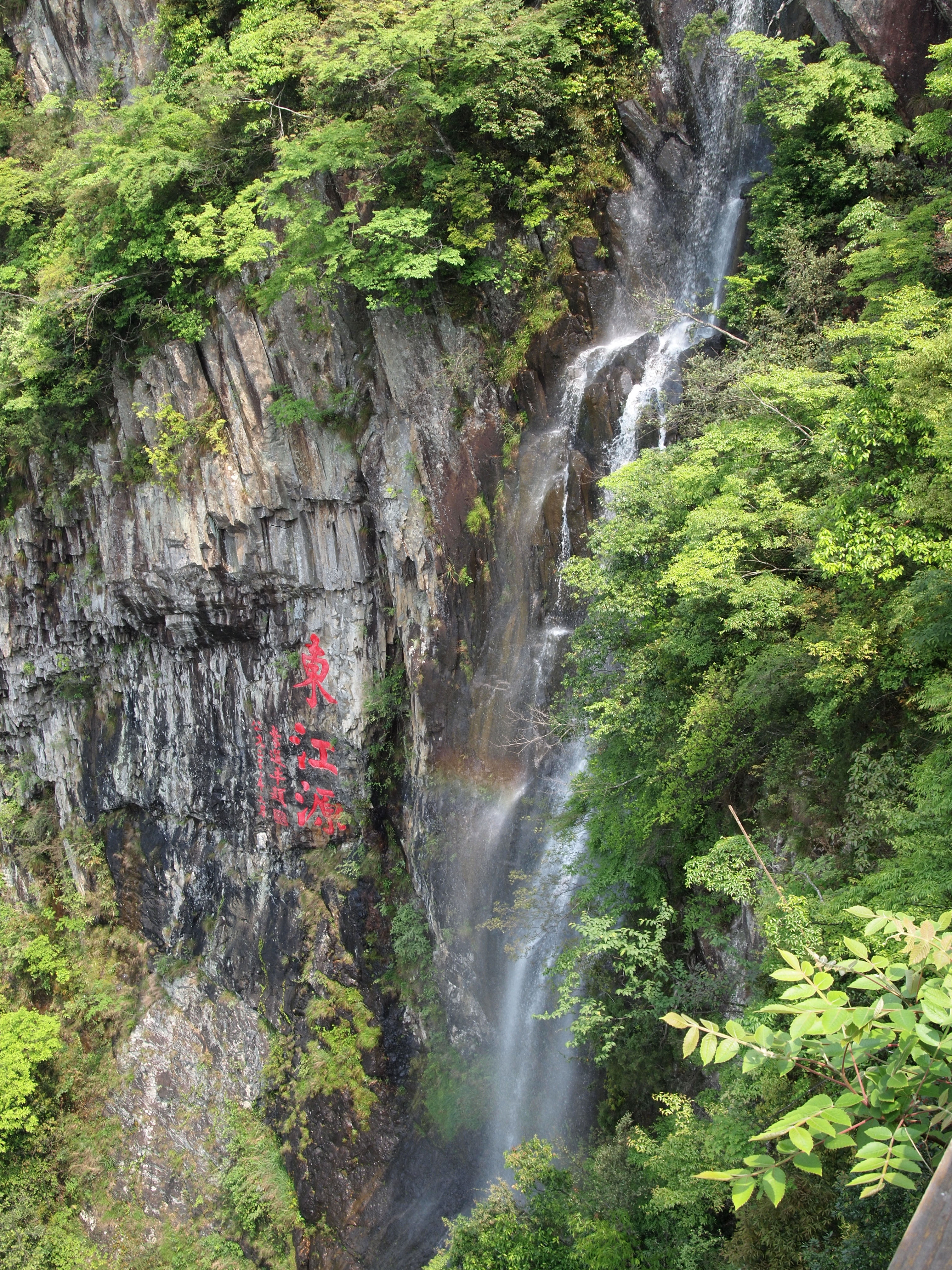
三百山东江第一瀑

安远县地处南岭山脉的延续地带，属中低山与丘陵区。面积2375平方公里，其中山地面积297万亩，占土地总面积的83.43%森林覆盖率达83.4%。
安远县属中亚热带季风气候。

## 交通
- 238国道、 357国道过境。

## 人口
人口约35万,以客家人為主。人口密度148人/平方千米，人口出生率9.03‰，自然增长率7.05‰。
根據第七次人口普查數據，截至2020年11月1日零時，安遠縣市常住人口為346435人。

## 文化教育
至2004年底，全县拥有幼儿园21所，小学212所，普通中学23所，职业学校1所。
安远县是中国采茶戏的发源地。

## 风景名胜
三百山
東江源頭 
莲花岩、无为塔，龙泉湖、永镇桥、永清岩、燕子岩，独立岽万亩脐橙观光园（安远县果业总面积达25.6万亩，其中无公害脐橙面积达22.6万亩，是全国第一个无公害脐橙生产示范基地县）。